# Guerrero Glacier
Guerrero Glacier är en glaciär i Antarktis. Den ligger i Västantarktis. Chile gör anspråk på området. Guerrero Glacier ligger 489 meter över havet.
Terrängen runt Guerrero Glacier är varierad, och sluttar österut. Trakten är obefolkad. Det finns inga samhällen i närheten. 